# Иакинф Римский
Гиацинт (умер в 108 году) — святой мученик. День памяти — 3 июля.
Святой Гиацинт (греч. Ὑάκινθος), согласно преданию, родился в христианской семье в Кесарии Каппадокийской. Ещё мальчиком он был назначен помощником камергера императора Траяна. Его отказ участвовать в церемониальных жертвоприношениях официальным римским богам вскоре был замечен другими членами императорского дома.
Когда его осудили как христианина, Гиацинт остался верен своим убеждениям. В результате он был заключен в тюрьму и подвергся многочисленным бичеваниям и пыткам. Ему намеренно подавали только ту пищу, которая была благословлена для жертвоприношения богам, употребление которой было запрещено как иудаизмом, так и христианством. Таким образом, он умер от голода в 108 году нашей эры в возрасте двенадцати лет в Риме. Предание гласит, что незадолго до его смерти тюремщики видели, как его утешали ангелы, которые возложили на него венец.
Позже мощи святого были перенесены в Кесарию.
Инкрустированные драгоценными камнями человеческие останки в позолоченной стеклянной витрине с надписью «S. HYACINTHUS M.» (Святой Гиацинт, мученик) сохранились и почитаются в светском здании, которое было римско-католической церковью бывшего цистерцианского аббатства Фюрстенфельд (в Баварии, Германия), из которого церковь является единственным сохранившимся сооружением. Останки прибыли в аббатство Фюрстенфельд в неизвестное время.
Многие места, люди и другие объекты названы в честь святого Гиацинта.